# Eminium albertii
Eminium albertii là một loài thực vật có hoa trong họ Ráy (Araceae). Loài này được (Regel) Engl. mô tả khoa học đầu tiên năm 1920.